# Bordeaux–Mérignac repülőtér
A Bordeaux–Mérignac repülőtér (IATA: BOD, ICAO: LFBD) egy nemzetközi repülőtér Franciaországban, Bordeaux közelében.

## Légitársaságok és célállomások
| Légitársaság                          | Célállomások | Terminál |
| ------------------------------------- | --- | -------- |
| Aegean Airlines                       | szezonális: Athén, Heraklion | A        |
| Aer Lingus                            | Dublin | A        |
| Aigle Azur                            | szezonális: Algiers (2017 június 16-tól) | A        |
| Air Algérie                           | Algiers, Oran | A        |
| Air Arabia Maroc                      | Fez | A        |
| Air Corsica                           | szezonális: Ajaccio, Calvi (mindkettő 2017 július 2-től) | A        |
| Air France                            | Paris-Charles de Gaulle, Paris-Orly | B        |
| Air France                            | szezonális: Koppenhága (2017 július 24-től), Frankfurt (2017 július 25-től) | A        |
| Air Transat                           | szezonális: Montréal-Trudeau | A        |
| ASL Airlines France                   | szezonális: Bécs | A        |
| Blue Air                              | Bukarest (2017 június 3-tól) | Billi    |
| British Airways                       | London-Gatwick | A        |
| Brussels Airlines                     | szezonális: Brüsszel | A        |
| Chalair Aviation                      | Brest, Caen, Montpellier, Nantes, Rennes | A        |
| easyJet                               | Amszterdam, Barcelona, Berlin-Schönefeld, Bristol, Brüsszel, Lille, Lisszabon, London-Gatwick, London-Luton, Lyon, Marrakech, Marseille, Milánó-Malpensa, Nizza, Velence szezonális: Belfast-nemzetközi, Glasgow, Hamburg (2017 június 2-től), Liverpool, Palma de Mallorca (2016 június 26-tól) | Billi    |
| easyJet Switzerland                   | Basel/Mulhouse, Genf | Billi    |
| Flybe                                 | szezonális: Birmingham, Southampton | A        |
| Helvetic Airways                      | szezonális: Zürich | A        |
| HOP!                                  | Lille, Lyon, Marseille, Nizza, Róma-Fiumicino, Strasbourg szezonális: Ajaccio, Bastia (2017. július 1-től), Figari | B        |
| Iberia üzemelteti a Air Nostrum       | Madrid | A        |
| Iberia Express                        | Madrid | A        |
| KLM                                   | Amszterdam | B        |
| KLM üzemelteti a KLM Cityhopper       | Amszterdam | B        |
| Lufthansa                             | szezonális: Frankfurt | A        |
| Norwegian                             | szezonális: Oslo-Gardermoen, Stockholm-Arlanda | A        |
| Royal Air Maroc                       | Casablanca, Marrakech | A        |
| Ryanair                               | Bergamo (2017 május 1-től), Charleroi, London-Stansted, Porto, Róma-Ciampino, Seville szezonális: Bologna, Cork, Edinburgh | Billi    |
| TAP Portugal üzemelteti a TAP Express | Lisszabon | A        |
| TUIfly Belgium                        | Agadir, Casablanca, Marrakech | A        |
| Tunisair                              | Tunis | A        |
| Turkish Airlines                      | szezonális: Isztambul | A        |
| Twin Jet                              | Metz/Nancy | A        |
| Volotea                               | Ajaccio, Bastia, Gran Canaria, Madrid, München, Prága, Strasbourg, Tenerife-South, Velence szezonális: Alicante, Korfu, Dubrovnik, Faro, Figari, Fuerteventura, Ibiza, Málaga, Málta, Nápoly, Olbia, Palma de Mallorca, Palermó, Pisa, Santorini (2017 május 31-től), Split, Toulon              | A        |
| Vueling                               | Barcelona szezonális: Málaga, Palma de Mallorca | A        |
| Wizz Air                              | Budapest (2017 szeptember 22-től) | Billi    |
| XL Airways                            | szezonális: Fort-de-France (2018 január 2-től) | A        |

## Forgalom
Az utasforgalom az elmúlt években az alábbi módon változott:
| Utasok száma | 781 000 | 1 670 000 | 2 441 000 | 2 439 000 | 2 874 000 | 2 896 480 | 3 501 708 | 4 617 608 | 6 223 414 | 5 704 455 |
|              | 1980    | 1986      | 1990      | 1995      | 1999      | 2004      | 2008      | 2013      | 2017      | 2022      |